# グローブライフ・フィールド
グローブライフ・フィールド（Globe Life Field）は、アメリカ合衆国のテキサス州アーリントンにある屋根付き野球場。MLBのテキサス・レンジャーズが2020年から本拠地としている。2019年まで本拠地だったチョクトー・スタジアムのすぐ南側に位置している。
球場名はグローブライフ・パークの命名権（ネーミングライツ）を持つ地元の生命保険会社グローブライフ社が2048年まで命名権を持っている。

## 経緯

### 背景

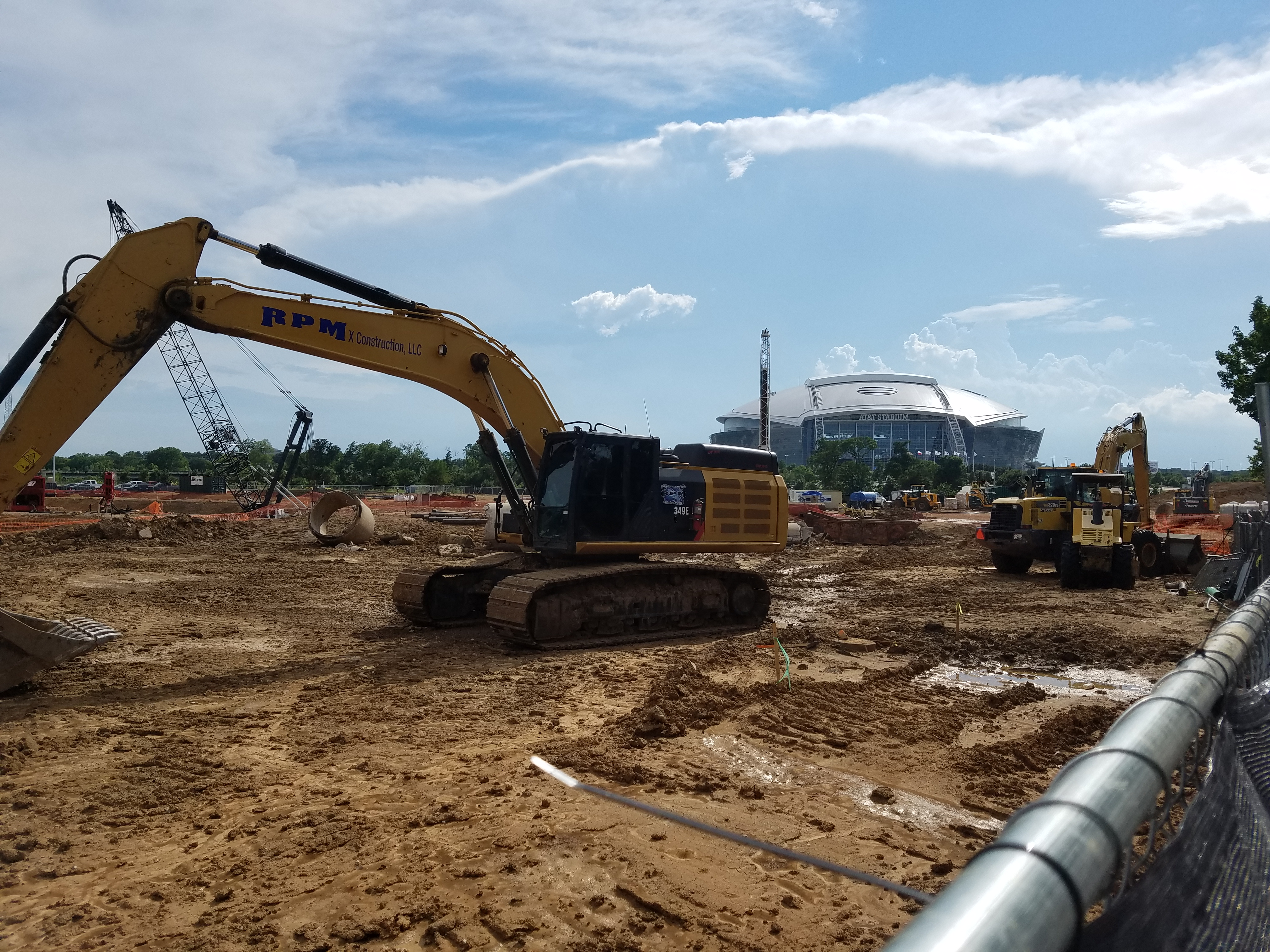
2017年、建設中。後ろにAT&Tスタジアムが見える。

2016年5月20日、レンジャーズはグローブライフ・パーク・イン・アーリントンを退去することを報じた。新球場は官民共同で屋根付き球場が建てられることとなった。新球場建設は選挙の日に承認された。2017年1月5日、HKSが設計することが発表された。
2019年1月31日、レンジャーズはショー・スポーツ・ターフの人工芝を敷くことを発表した。すでにアリゾナ・ダイヤモンドバックスがチェイス・フィールドの人工芝化を2018年10月12日に発表しており、メジャーリーグ全30球団の本拠地球場における人工芝球場が4球場になることとなった。その後、マイアミ・マーリンズがマーリンズ・パークの人工芝化を2019年12月4日に発表し、人工芝球場は5球場になることとなった。
この地域は気温が高く雨の日が多く、レンジャーズは他の大都市圏の野球場に比べて来場者数が少ない原因として気候を挙げた。そのためレンジャーズは新球場は屋根付きであるべきだと考えた。旧球場とは異なり、新球場のセンターフィールドは南東でなく北東となることになった。
球場周辺に新たなショッピングモール、ロウズ・ホテル、ボールパーク・ヴィレッジが計画された。旧球場はフットボールおよびサッカーの球場に改修されることとなった。
新球場建設は賛否両論であった。新球場はより快適な観戦を目指すものであったが、AT&Tスタジアムの建設費のための増税がまだ継続していた。「ダラス・モーニングニュース」紙によると、球場建設資金のために市が5億ドルの債券を発行し、約30年かけて売上税の半分、ホテル占有税2%、レンタカー税5%で返済されることとなった。また新球場の入場券税最大10%、駐車場税最大3ドルが有権者に承認された。これらはレンジャーズの負債分の一部に充てられるため、反対する者もいた。
2019年12月14日、建設中に屋根の部分で火災が発生した。

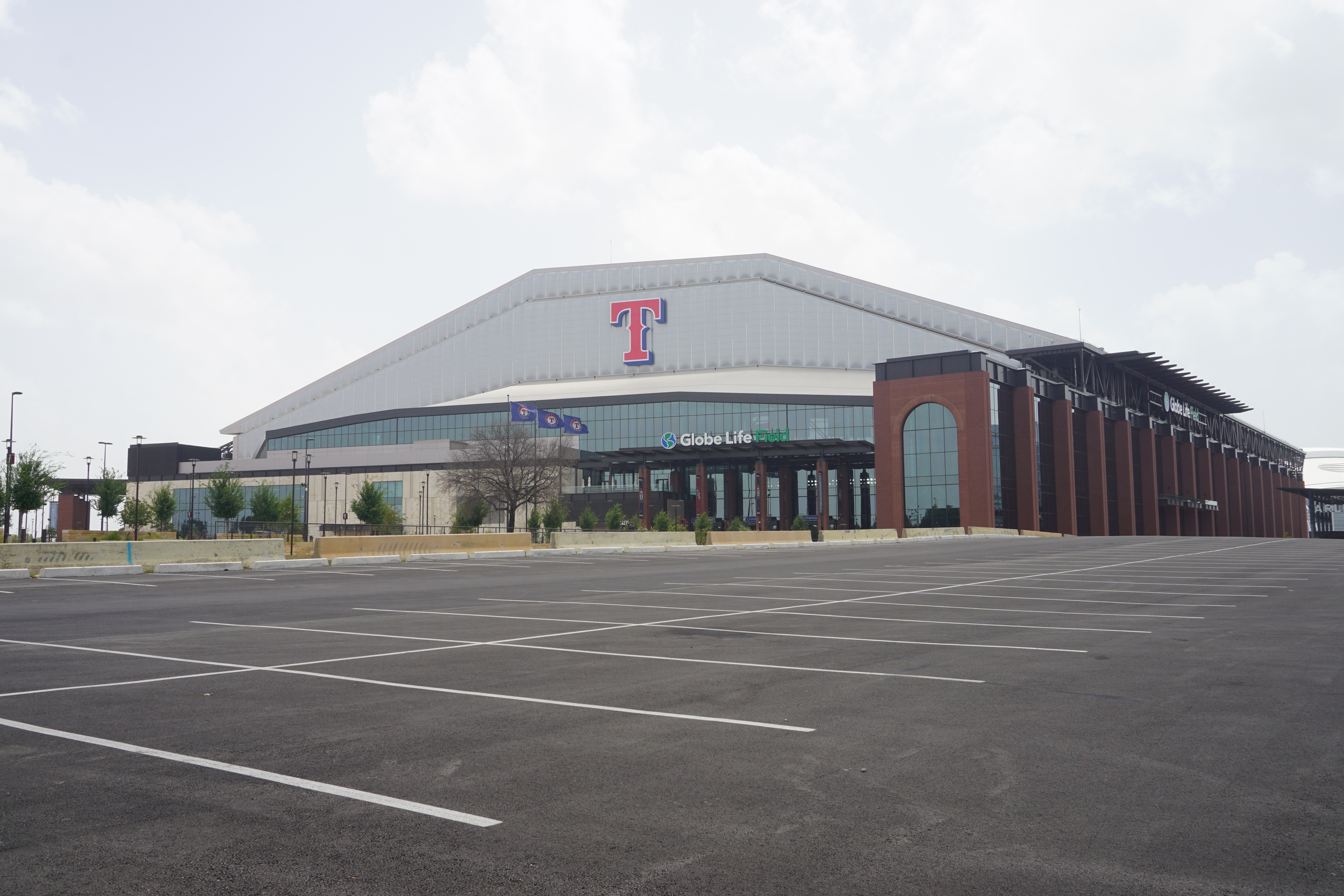
2020年6月

### 開業
2020年3月23日に開業の予定であったが、コロナ禍のためシーズン開幕が数ヶ月遅れた。5月29日、高等学校卒業式で使用されたのが最初であった。
2020年7月24日、レンジャーズ対コロラド・ロッキーズがレギュラーシーズン開幕試合となった。またそれ以前に7月21日と22日に同チームでエキシビションゲーム2試合が行われた。

### 2020年、MLBポストシーズン
2020年9月15日、MLBはプレイオフ第二ラウンド開始と共に、コロナ禍においてバブル方式を採用することを発表した。2020年のナショナルリーグディビジョンシリーズ第二ラウンドにおいて、サンディエゴ・パドレス対ロサンゼルス・ドジャースが当球場で、マイアミ・マーリンズ対アトランタ・ブレーブスはテキサス州ヒューストンにあるミニッツメイド・パーク双方で行なわれた。2020年のナショナルリーグチャンピオンシップシリーズおよび2020年のワールドシリーズは当球場で有観客で開催された。

### 全米ロデオ決勝戦
2020年、プロフェッショナル・ロデオ・カウボーイ協会により、通常ラスベガスで開催される全米ロデオ決勝戦(‘’NFR’’)がコロナ禍におけるネバダ州の規制により当球場で開催された。

### 大学スポーツ

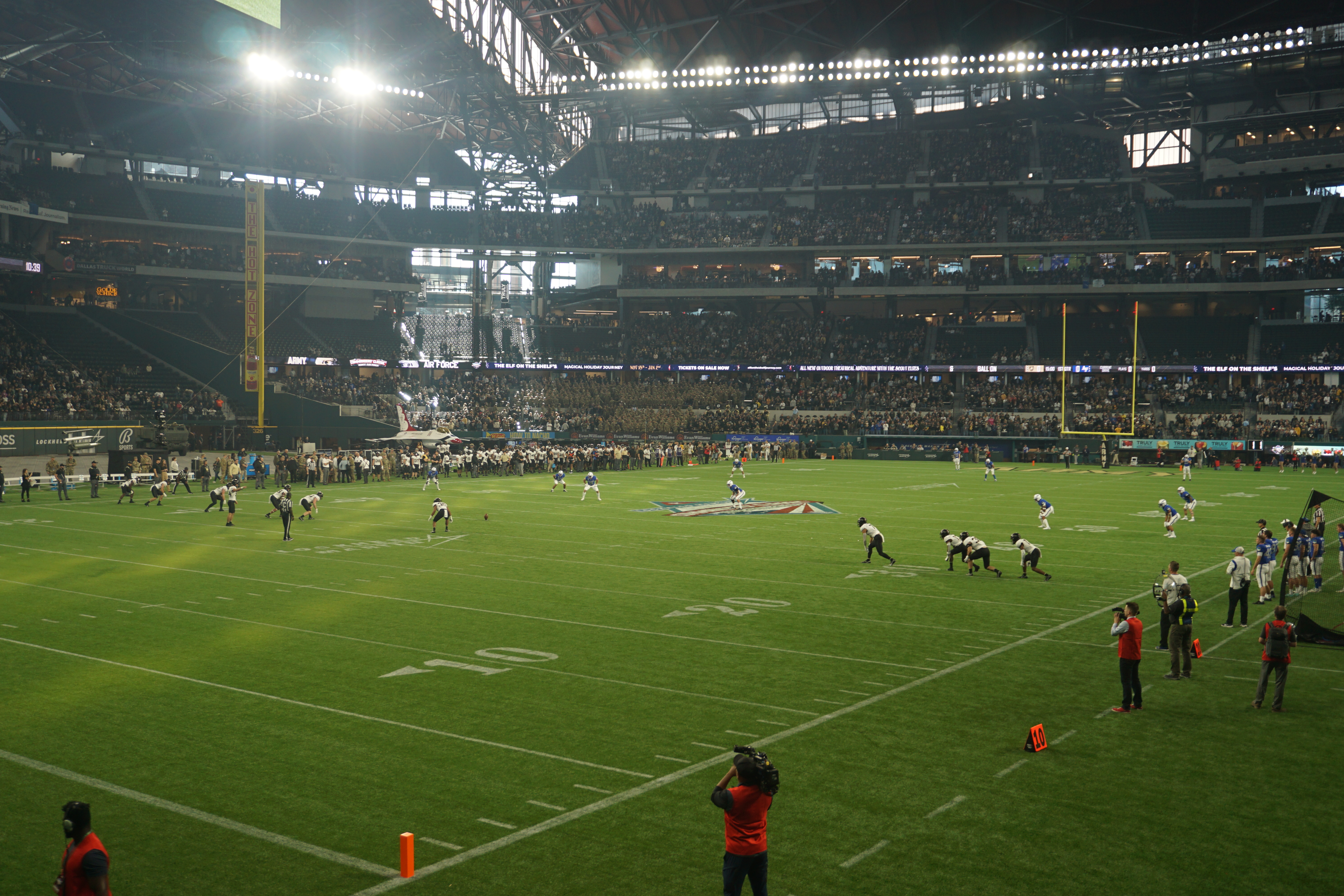
2021年、陸軍士官学校対空軍士官学校のフットボールの試合のキックオフ

2021年11月6日、ロッキード・マーティン・コマンダーズ・クラシックとして陸軍士官学校ブラックナイツ対空軍士官学校ファルコンズのフットボールの試合が開催され、当球場でカレッジフットボールの試合が初めて行なわれた。延長戦にもつれ込み、21対14で陸軍が勝利した。この前日、当球場初のボクシング試合として、両校のボクシング部が対戦し、6戦4勝で空軍が勝利した。
フットボールの試合の際、エンドゾーンは左翼と一塁の位置になる。2022年は11月5日に試合が開催されている。

## フィールドの特徴
テキサス特有の暑さで打高投低が顕著。
前本拠地と比べて左中間フィールドが浅く、センター方向が深くなっている。全体的にコンパクト化しており、収容人数も大幅に減っている。

### 寸法
フィートでの寸法の下2桁は永久欠番および球団史の重要な年に因んだものとなっている。
| 位置                    | 距離                | 栄誉者                 | 概要                       |
| ----------------------- | ------------------- | ---------------------- | -------------------------- |
| 左翼線                  | 329フィート (100 m) | エイドリアン・ベルトレ | 永久欠番：29               |
| 左翼線内                | 334フィート (102 m) | ノーラン・ライアン     | 永久欠番：34               |
| 左中間                  | 372フィート (113 m) | 1972年のレンジャーズ   | アーリントンでの初シーズン |
| 最遠距離 (センター左右) | 410フィート (120 m) | マイケル・ヤング       | 永久欠番：10               |
| センター (直線)         | 407フィート (124 m) | イバン・ロドリゲス     | 永久欠番：7                |
| 右中間                  | 374フィート (114 m) | 1974年のレンジャーズ   | アーリントンでの初勝ち越し |
| 右翼線                  | 326フィート (99 m)  | ジョニー・オーツ       | 永久欠番：26               |
| 本塁からバックネット    | 42フィート (13 m)   | ジャッキー・ロビンソン | MLB全球団での永久欠番：42  |

## 設備、アトラクション、演出
- チーム・ストア：外野センター後方北ゲート近くにある。試合が無い日でもオープンしている。
- サインサービス：開門時間直後から試合開始時間の45分前まで、選手やコーチからサインを求めることができる。しかしサインは必ずもらえる訳ではない。火曜日と木曜日のナイト・ゲームの日には17:30にレンジャースの選手2名がバッティング練習後にサインをする。サインをする場所と選手は当日入場ゲートに表示される。ただし火曜日はサインをもらえるのは子供に限定されるので、大人は木曜日限定。

## 主要な出来事
- 2017年8月24日 - 球場名を「グローブライフ・フィールド」に決定[25]。
- 2020年3月31日 - ロサンゼルス・エンゼルス戦で開場予定だったが、新型コロナウイルス感染症拡大に伴い延期。
- 2020年10月20日 - 10月27日 - ワールドシリーズ。ロサンゼルス・ドジャースが優勝。
- 2021年4月9日 - サンディエゴ・パドレスのジョー・マスグローブがパドレスの球団史上初となるノーヒットノーランを達成した[26]。
- 2021年5月19日 -ニューヨーク・ヤンキースのコーリー・クルーバーがヤンキースの球団史上12番目となるノーヒットノーランを達成した。
- 2022年10月4日 - ニューヨーク・ヤンキースのアーロン・ジャッジがアメリカン・リーグ新記録となるシーズン62号本塁打を放った。
- 2023年10月27日 - 当球場では2020年以来2度目、本来本拠地としているチームとしては初のワールドシリーズ開催。
- 2024年7月 - MLBオールスターゲームが開催。この試合でロサンゼルス・ドジャースのナ・リーグ選抜である大谷翔平選手が3回表にホームランを打ったが、ナ・リーグ選抜は3回表にあげた3得点のみに抑えられた。(ア・リーグ 5 - 3 ナ・リーグ)
- 2025年7月 - AEWオール・インテキサス開催。メインイベントのAEW世界選手権テキサスデスマッチでハングマン・ペイジがジョン・モクスリーを下し王座奪取